# Plážový fotbal na Evropských hrách 2015
Plážový fotbal na Evropských hrách 2015 byl prvním ročníkem soutěže plážového fotbalu na Evropksých hrách, která se konala v Ázerbájdžánu v hlavím městě Baku, v období od 24. do 28. června 2015. Účastnilo se ho 8 týmů, které byly rozděleny do 2 skupin po 4 týmech. Ze skupiny postoupily do vyřazovací fáze první a druhý celek. Vyřazovací fáze zahrnovala 4 zápasy. Ostatní týmy bojovaly o umístění. Titul získalo Rusko, které porazilo ve finále Itálii 3:2.

## Stadion
Turnaj se hrál na jednom stadionu v jednom hostitelském městě: Beach Arena Baku (Baku).
| Baku             |
| ---------------- |
| Beach Arena Baku |
| Kapacita: 1506   |
| Baku             |

## Skupinová fáze
| Vysvětlivky                        |
| ---------------------------------- |
| Tým postupující do semifinále      |
| Tým postupující do bojů o umístění |
| Vítěz zápasu je tučně zvýrazněn    |

Čas každého zápasu je uveden v lokálním čase.

#### Skupina A
| Tým         | Z | V | R | P | VG | IG | +/− | B |
| ----------- | - | - | - | - | -- | -- | --- | - |
| Portugalsko | 3 | 2 | 1 | 0 | 17 | 13 | +4  | 7 |
| Švýcarsko   | 3 | 2 | 0 | 1 | 17 | 14 | +3  | 6 |
| Ukrajina    | 3 | 1 | 0 | 2 | 11 | 11 | 0   | 3 |
| Ázerbájdžán | 3 | 0 | 0 | 3 | 9  | 16 | −7  | 0 |

| 24. června 2015 17:30                                             |       |                                                                   |                                                   |
| Portugalsko                                                       | 6 : 5 | Švýcarsko                                                         | Beach Arena Baku, Baku rozhodčí: Gionni Matticoli |
| Madjer 8' Nuno Belchior 14', 26', 32' José Maria Fonseca 22', 31' |       | Dejan Stankovic 2', 7' (pen.) Moritz Jaeggy 15' Noël Ott 17', 32' | Beach Arena Baku, Baku rozhodčí: Gionni Matticoli |

| 24. června 2015 20:30                            |       |                        |                                                       |
| Ukrajina                                         | 3 : 1 | Ázerbájdžán            | Beach Arena Baku, Baku rozhodčí: Laurynas Aržuolaitis |
| Oleg Zborovskyi 9' Oleksandr Korniichuk 17', 22' |       | Sabir Allahguliyev 14' | Beach Arena Baku, Baku rozhodčí: Laurynas Aržuolaitis |

| 25. června 2015 17:30                                                       |               |                                                                |                                             |
| Portugalsko                                                                 | 5 : 4 (prod.) | Ukrajina                                                       | Beach Arena Baku, Baku rozhodčí: Amin Utulu |
| Nuno Belchior 2', 32' Rui Coimbra 24' Jordan Santos 25' Bernardo Santos 38' |               | Igor Borsuk 14' Roman Pachev 15', 22' Oleksandr Korniichuk 20' | Beach Arena Baku, Baku rozhodčí: Amin Utulu |

| 25. června 2015 20:30                                                                  |       |                                                                                                |                                                   |
| Ázerbájdžán                                                                            | 4 : 7 | Švýcarsko                                                                                      | Beach Arena Baku, Baku rozhodčí: Łukasz Ostrowski |
| Ramil Aliyev 15' (pen.) Orkhan Mammadov 20' Zeynal Zeynalov 20' Sabir Allahguliyev 28' |       | Moritz Jaeggy 3', 9' Glenn Hodel 8' Sandro Spaccarotella 13' Noël Ott 20', 36' Samuel Lutz 33' | Beach Arena Baku, Baku rozhodčí: Łukasz Ostrowski |

| 26. června 2015 17:30                                                                       |       |                                                        |                                                       |
| Švýcarsko                                                                                   | 5 : 4 | Ukrajina                                               | Beach Arena Baku, Baku rozhodčí: Laurynas Aržuolaitis |
| Samuel Lutz 21' Dejan Stanković 24' (pen.) Noël Ott 26' Moritz Jaeggy 27' Philipp Borer 30' |       | Igor Borsuk 1', 15' Oleg Budzko 2' Oleg Zborovskyi 12' | Beach Arena Baku, Baku rozhodčí: Laurynas Aržuolaitis |

| 26. června 2015 20:30                                       |       |                                                                   |                                                   |
| Ázerbájdžán                                                 | 4 : 6 | Portugalsko                                                       | Beach Arena Baku, Baku rozhodčí: Gionni Matticoli |
| Asif Zeynalov 3', 8' Sabir Allahguliyev 4' Ramil Aliyev 33' |       | Bruno Torres 14' Madjer 23', 28', 36' José Maria Fonseca 29', 35' | Beach Arena Baku, Baku rozhodčí: Gionni Matticoli |

#### Skupina B
| Tým       | Z | V | R | P | VG | IG | +/− | B |
| --------- | - | - | - | - | -- | -- | --- | - |
| Itálie    | 3 | 2 | 0 | 1 | 12 | 9  | +3  | 6 |
| Rusko     | 3 | 2 | 0 | 1 | 14 | 12 | +2  | 6 |
| Španělsko | 3 | 1 | 1 | 1 | 9  | 8  | +1  | 4 |
| Maďarsko  | 3 | 0 | 0 | 3 | 9  | 15 | −6  | 0 |

| 24. června 2015 16:00 |       |                     |                                                   |
| Španělsko             | 1 : 1 | Itálie              | Beach Arena Baku, Baku rozhodčí: Ingilab Mammadov |
| Llorenç Gómez 34'     |       | Emmanuele Zurlo 10' | Beach Arena Baku, Baku rozhodčí: Ingilab Mammadov |

| 24. června 2015 19:00                             |       |                                                                                         |                                                |
| Maďarsko                                          | 3 : 5 | Rusko                                                                                   | Beach Arena Baku, Baku rozhodčí: Oleg Cebotari |
| Szabolcs Badalik 26' Márk Ughy 33' Péter Ábel 33' |       | Yuri Krasheninnikov 14' Artur Paporotnyi 20' Dmitrij Šišin 28', 36' Aleksej Makarov 34' | Beach Arena Baku, Baku rozhodčí: Oleg Cebotari |

| 25. června 2015 16:00                                                                         |       |                                  |                                                  |
| Španělsko                                                                                     | 5 : 2 | Maďarsko                         | Beach Arena Baku, Baku rozhodčí: Yeliz Topaloğlu |
| Salvador Ardil 17' Llorenç Gómez 25' Juan Manuel Martin 26' Jose Cintas 29' Antonio Mayor 34' |       | Péter Ábel 12' Gábor Simonyi 13' | Beach Arena Baku, Baku rozhodčí: Yeliz Topaloğlu |

| 25. června 2015 19:00                                                       |       | |                                                    |
| Rusko                                                                       | 4 : 6 | Itálie | Beach Arena Baku, Baku rozhodčí: Sofien Benchabane |
| Anton Škarin 6' Yuri Krasheninnikov 23' Egor Šajkov 25' Aleksej Makarov 34' |       | Emmanuele Zurlo 6' Francesco Corosiniti 25' Gabriele Gori 29', 30' Alessio Frainetti 30' Paolo Palmacci 33' | Beach Arena Baku, Baku rozhodčí: Sofien Benchabane |

| 26. června 2015 16:00                                                                  |       |                                                          |                                                |
| Itálie                                                                                 | 5 : 4 | Maďarsko                                                 | Beach Arena Baku, Baku rozhodčí: Oleg Cebotari |
| Gabriele Gori 1', 34' Francesco Corosiniti 21' Matteo Marrucci 22' Emmanuele Zurlo 32' |       | Viktor Fekete 12', 18' Norbert Sebestyén 17' (pen.), 29' | Beach Arena Baku, Baku rozhodčí: Oleg Cebotari |

| 26. června 2015 19:00                                                                                |       |                                               |                                                  |
| Rusko                                                                                                | 5 : 3 | Španělsko                                     | Beach Arena Baku, Baku rozhodčí: Antonio Pereira |
| Yuri Krasheninnikov 9' Llorenç Gómez 10' (vl.) Egor Šajkov 10' Dmitry Šišin 33' Artur Paporotnyi 35' |       | Llorenç Gómez 1', 19' Antonio Mayor 8' (pen.) | Beach Arena Baku, Baku rozhodčí: Antonio Pereira |

## O umístění

#### O 5. - 8. místo
| 27. června 2015 16:00                            |       |                                |                                                    |
| Ukrajina                                         | 4 : 2 | Maďarsko                       | Beach Arena Baku, Baku rozhodčí: Mikhail Prokharau |
| Oleksii Illichov 11', 27' Andrii Borsuk 19', 35' |       | Márk Ughy 1' László Berkes 10' | Beach Arena Baku, Baku rozhodčí: Mikhail Prokharau |

| 27. června 2015 17:30                                  |       |                        |                                                  |
| Španělsko                                              | 3 : 1 | Ázerbájdžán            | Beach Arena Baku, Baku rozhodčí: Yeliz Topaloğlu |
| Llorenç Gómez 16' Antonio Mayor 25' Salvador Ardil 29' |       | Sabir Allahguliyev 35' | Beach Arena Baku, Baku rozhodčí: Yeliz Topaloğlu |

#### O 7. místo
| 28. června 2015 14:30                   |       |                                                 |                                                    |
| Maďarsko                                | 3 : 2 | Ázerbájdžán                                     | Beach Arena Baku, Baku rozhodčí: Richard de Bruijn |
| Viktor Fekete 4' Gábor Simonyi 15', 23' |       | Elvin Guliyev 17' (pen.) Sabir Allahguliyev 36' | Beach Arena Baku, Baku rozhodčí: Richard de Bruijn |

#### O 5. místo
| 28. června 2015 16:00                                      |       | |                                                    |
| Ukrajina                                                   | 3 : 6 | Španělsko | Beach Arena Baku, Baku rozhodčí: Mikhail Prokharau |
| Igor Borsuk 20' Oleksandr Korniichuk 22' Andrii Borsuk 27' |       | Daniel Pajón 4' Ezequiel Carrera 12' Llorenç Gómez 14' Salvador Ardil 22' Nicolas Alvarado 24' Antionio Mayor 26' | Beach Arena Baku, Baku rozhodčí: Mikhail Prokharau |

## Vyřazovací fáze
|  | Semifinále | Semifinále  | Semifinále |  |  | Finále      | Finále      | Finále      |
|  |            |             |            |  |  |             |             |             |
|  |            | Itálie      | 7          |  |  |             |             |             |
|  |            | Švýcarsko   | 4          |  |  |             |             |             |
|  |            |             |            |  |  |             | Itálie      | 2           |
|  |            |             |            |  |  |             | Rusko       | 3           |
|  |            | Portugalsko | 1          |  |  |             |             |             |
|  |            | Rusko       | 2          |  |  | Třetí místo | Třetí místo | Třetí místo |
|  |            |             |            |  |  |             | Švýcarsko   | 5           |
|  |            |             |            |  |  |             | Portugalsko | 6           |

#### Semifinále
| 27. června 2015 20:30  |       |                           |                                             |
| Portugalsko            | 1 : 2 | Rusko                     | Beach Arena Baku, Baku rozhodčí: Amin Utulu |
| José Maria Fonseca 18' |       | Artur Paporotnyi 14', 35' | Beach Arena Baku, Baku rozhodčí: Amin Utulu |

#### O 3. místo
| 28. června 2015 14:30                                                                 |       |                                                                                   |                                                   |
| Švýcarsko                                                                             | 5 : 6 | Portugalsko                                                                       | Beach Arena Baku, Baku rozhodčí: Gionni Matticoli |
| Philipp Borer 14', 28' (pen.) Sandro Spaccarotella 22' Moritz Jaeggy 28' Noël Ott 29' |       | Nuno Belchior 8', 32', 32' Bruno Torres 14' Jordan Santos 21' Alan Cavalcanti 22' | Beach Arena Baku, Baku rozhodčí: Gionni Matticoli |

#### Finále
| 28. června 2015 16:00                          |       |                                                    |                                                    |
| Itálie                                         | 2 : 3 | Rusko                                              | Beach Arena Baku, Baku rozhodčí: Sofien Benchabane |
| Gabriele Gori 26' Alessio Frainetti 30' (pen.) |       | Egor Šajkov 6' Yury Gorchinskiy 7' Ilja Leonov 16' | Beach Arena Baku, Baku rozhodčí: Sofien Benchabane |